# Robert Bacon
Robert Bacon (Boston, Massachusetts, 5 de julio de 1860-Ciudad de Nueva York, Nueva York, 29 de mayo de 1919) fue un político y diplomático estadounidense. Desempeñó el cargo de Secretario de Estado de los Estados Unidos durante la presidencia de Theodore Roosevelt del 27 de enero de 1909 al 5 de marzo de 1909.
Sus padres fueron William Benjamin Bacon y Emily Crosby Low. Estudió y se graduó en Universidad de Harvard, y tiempo después, el 10 de octubre de 1883, se casó con Martha Waldron Cowdin.
Entre 1894 y 1903 se desempeñó como empresario y como un importante ejecutivo de la empresa financiera JP Morgan Chase. En 1905 se convirtió en asistente del secretario de Estado de los Estados Unidos, y cuatro años después, pasó a ser el secretario de Estado de los Estados Unidos. Después de haber desempeñado ese cargo solo por 37 días (27 de enero-5 de marzo de 1909), fue embajador de Estados Unidos en Francia.
Trabajó como embajador de los Estados Unidos en París. Iba a ser sustituido y compró billetes de vuelta para su familia en el RMS Titanic. Su sustituto se retrasó y eso los mantuvo a su mujer, a su hijo y a él en París, librándose así de la tragedia.
Durante la Primera Guerra Mundial, fue un comandante de las fuerzas armadas estadounidenses, dirigidas por el general John J. Pershing.
Murió a causa de un envenenamiento en la sangre causado por una intervención quirúrgica de mastoiditis en el oído.
| Predecesor: Elihu Root | Secretario de Estado de los Estados Unidos 27 de enero de 1909 - 5 de marzo de 1909 | Sucesor: Philander C. Knox |